# AEC Matador
Il Matador era un trattore di artiglieria prodotto dalla Associated Equipment Company (AEC) per le forze armate britanniche e del Commonwealth durante la seconda guerra mondiale e venne pensato per trainare il cannone da 140 mm.
Il Matador, apparso nel 1939, era facilmente riconoscibile per l'aspetto piatto della parte anteriore della cabina e per il tetto della stessa leggermente curvo. Il cassone di carico poteva avere una copertura di tela o in tessuto impermeabile. Il mezzo, per l'uso al quale era destinato, era inoltre dotato di un verricello dalla capacità di 7 ton e restava, in termini strutturali, un autocarro.

## Servizio
Il mezzo venne utilizzato sia dalla Royal Air Force che dall'esercito britannico. Con la forza aerea venne impiegato sia come mezzo di trasporto che, nella versione a tre assi, come autocisterna per il rifornimento dei velivoli con capacità di 2.500 galloni (11.365 litri). Venne anche utilizzato per alare i grandi idrovolanti Short Sunderland.
Con l'esercito il suo impiego principale fu il traino di pezzi di artiglieria quali il cannone/obice 25 pdr (88 mm ) o l'obice da 7,2" (177 mm). In questo caso si affiancava ai trattori Morris C8 Quad e allo Scammel Pioneer. L'utilizzo più comune rimaneva però il traino dell'obice da 5,5" (140 mm) o del pezzo antiaereo QF 3,75" (76,2 mm).
Nel periodo 1942 – 1943, nel teatro operativo del Nord Africa venne anche utilizzato quale semovente di artiglieria di emergenza. In questo caso veniva montato sul cassone un pezzo Ordnance QF 6 lb da 57 mm. Il mezzo così realizzato venne designato AEC Mk.I Gun Carrier Deacon. Un modello venne usato anche come portee da 57mm, con 175 mezzi completati.

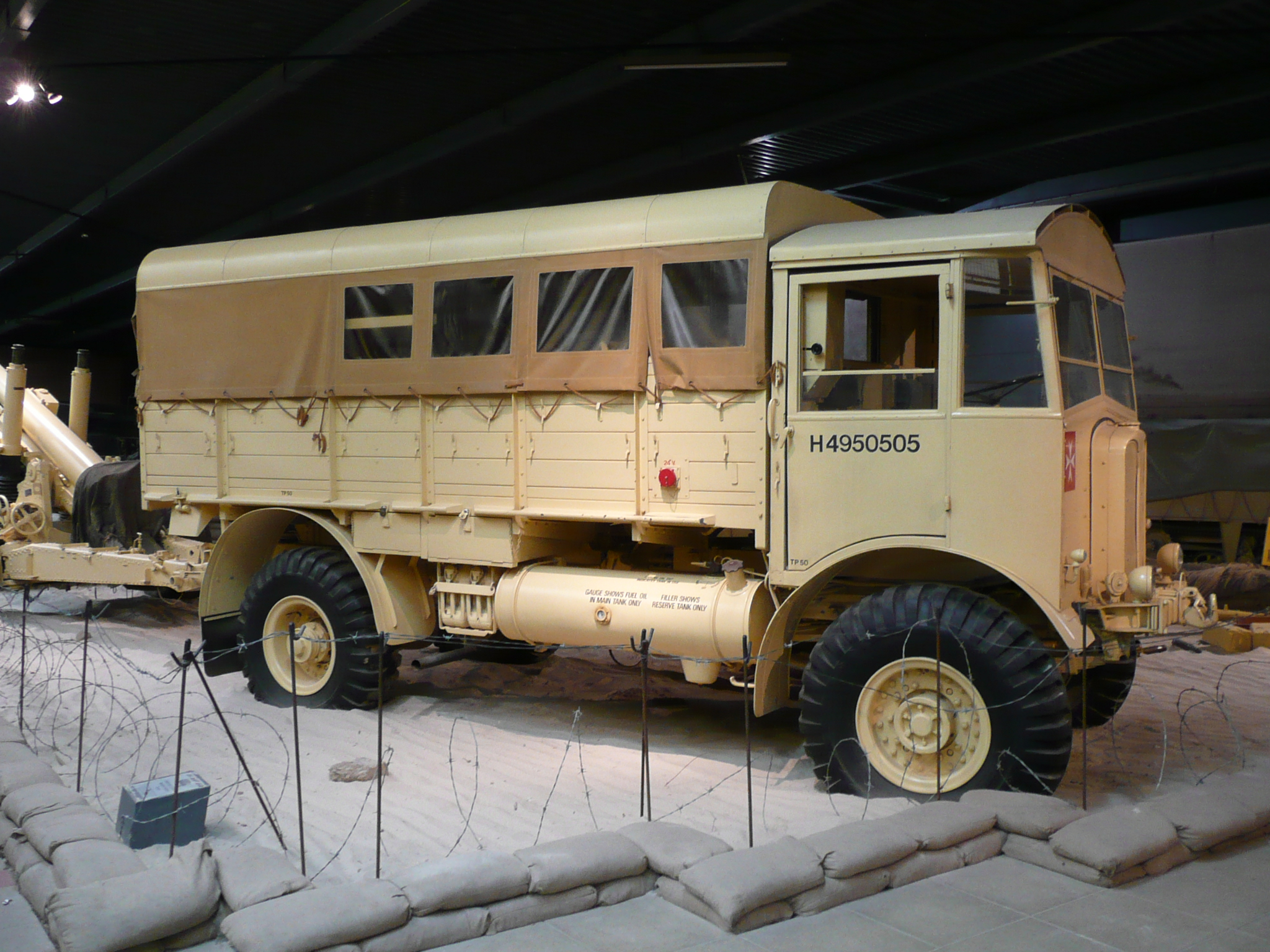
AEC Matador

La produzione totale fu di 9.000 esemplari. Con la fine del conflitto molti di questi veicoli furono destinati ad usi civili in vari settori.